# Copa del Mundo de Esquí Alpino de 2012-13
La Copa del Mundo de Esquí Alpino de 2012-13 se celebró del 20 de octubre de 2012 al 27 de marzo de 2013 bajo la organización de la Federación Internacional de Esquí (FIS). La final se celebró en la localidad de Lenzerheide (Suiza).

## Tabla de honor
| Categoría       | Masculino                        | Nación            | Femenino         | Nación         |
| --------------- | -------------------------------- | ----------------- | ---------------- | -------------- |
| General         | Marcel Hirscher                  | Austria           | Tina Maze        | Eslovenia      |
| Descenso        | Aksel Lund Svindal               | Noruega           | Lindsey Vonn     | Estados Unidos |
| Eslalon         | Marcel Hirscher                  | Austria           | Mikaela Shiffrin | Estados Unidos |
| Eslalon Gigante | Ted Ligety                       | Estados Unidos    | Tina Maze        | Eslovenia      |
| Super Gigante   | Aksel Lund Svindal               | Noruega           | Tina Maze        | Eslovenia      |
| Combinada       | Ivica Kostelić Alexis Pinturault | Croacia · Francia | Tina Maze        | Eslovenia      |

- Al comienzo de esta temporada, la FIS anunció que en la disciplina de Combinada no sería oficial (como hasta antes de 2007, aunque siguen configurándose las clasificaciones), aunque sí seguirían disputándose esas pruebas, y su resultados computarían igualmente para la General de la Copa del Mundo.

## Ganadores por disciplina - masculino

### General
| Puesto | Nombre             | País           | Puntos |
| ------ | ------------------ | -------------- | ------ |
| Oro    | Marcel Hirscher    | Austria        | 1535   |
| Plata  | Aksel Lund Svindal | Noruega        | 1226   |
| Bronce | Ted Ligety         | Estados Unidos | 1022   |

### Descenso
| Puesto | Nombre             | País    | Puntos |
| ------ | ------------------ | ------- | ------ |
| Oro    | Aksel Lund Svindal | Noruega | 439    |
| Plata  | Klaus Kroell       | Austria | 381    |
| Bronce | Dominik Paris      | Italia  | 378    |

### Eslalon
| Puesto | Nombre           | País     | Puntos |
| ------ | ---------------- | -------- | ------ |
| Oro    | Marcel Hirscher  | Austria  | 960    |
| Plata  | Felix Neureuther | Alemania | 716    |
| Bronce | Ivica Kostelić   | Croacia  | 535    |

### Eslalon Gigante
| Puesto | Nombre            | País           | Puntos |
| ------ | ----------------- | -------------- | ------ |
| Oro    | Ted Ligety        | Estados Unidos | 720    |
| Plata  | Marcel Hirscher   | Austria        | 575    |
| Bronce | Alexis Pinturault | Francia        | 326    |

### Super Gigante
| Puesto | Nombre             | País    | Puntos |
| ------ | ------------------ | ------- | ------ |
| Oro    | Aksel Lund Svindal | Noruega | 480    |
| Plata  | Matteo Marsaglia   | Italia  | 249    |
| Bronce | Matthias Mayer     | Austria | 228    |

### Combinada
| Puesto | Nombre            | País    | Puntos |
| ------ | ----------------- | ------- | ------ |
| Oro    | Ivica Kostelić    | Croacia | 180    |
| Oro    | Alexis Pinturault | Francia | 180    |
| Bronce | Thomas Mermillod  | Francia | 96     |

## Ganadores por disciplina - femenino

### General
| Puesto | Nombre            | País      | Puntos |
| ------ | ----------------- | --------- | ------ |
| Oro    | Tina Maze         | Eslovenia | 2414   |
| Plata  | Maria Höfl-Riesch | Alemania  | 1101   |
| Bronce | Anna Fenninger    | Austria   | 1029   |

### Descenso
| Puesto | Nombre            | País           | Puntos |
| ------ | ----------------- | -------------- | ------ |
| Oro    | Lindsey Vonn      | Estados Unidos | 340    |
| Plata  | Tina Maze         | Eslovenia      | 339    |
| Bronce | Maria Höfl-Riesch | Alemania       | 272    |

### Eslalon
| Puesto | Nombre                  | País           | Puntos |
| ------ | ----------------------- | -------------- | ------ |
| Oro    | Mikaela Shiffrin        | Estados Unidos | 688    |
| Plata  | Tina Maze               | Eslovenia      | 655    |
| Bronce | Veronika Velez-Zuzulova | Eslovaquia     | 500    |

### Eslalon Gigante
| Puesto | Nombre              | País      | Puntos |
| ------ | ------------------- | --------- | ------ |
| Oro    | Tina Maze           | Eslovenia | 800    |
| Plata  | Anna Fenninger      | Austria   | 480    |
| Bronce | Viktoria Rebensburg | Alemania  | 411    |

### Super Gigante
| Puesto | Nombre         | País           | Puntos |
| ------ | -------------- | -------------- | ------ |
| Oro    | Tina Maze      | Eslovenia      | 420    |
| Plata  | Julia Mancuso  | Estados Unidos | 365    |
| Bronce | Anna Fenninger | Austria        | 304    |

### Combinada
| Puesto | Nombre               | País      | Puntos |
| ------ | -------------------- | --------- | ------ |
| Oro    | Tina Maze            | Eslovenia | 200    |
| Plata  | Nicole Hosp          | Austria   | 160    |
| Bronce | Michaela Kirchgasser | Austria   | 96     |

## Calendario

### Masculino
| Día      | Lugar                  | Prueba           | Ganador                       |
| 28.10.12 | Sölden                 | Eslalon Gigante  | Ted Ligety                    |
| 11.11.12 | Levi                   | Eslalon          | Andre Myhrer                  |
| 24.11.12 | Lake Louise            | Descenso         | Aksel Lund Svindal            |
| 25.11.12 | Lake Louise            | Super Gigante    | Aksel Lund Svindal            |
| 30.11.12 | Beaver Creek           | Descenso         | Christof Innerhofer           |
| 01.12.12 | Beaver Creek           | Super Gigante    | Matteo Marsaglia              |
| 02.12.12 | Beaver Creek           | Eslalon Gigante  | Ted Ligety                    |
| 08.12.12 | Val d'Isere            | Eslalon          | Alexis Pinturault             |
| 09.12.12 | Val d'Isere            | Eslalon Gigante  | Marcel Hirscher               |
| 14.12.12 | Val Gardena            | Super Gigante    | Aksel Lund Svindal            |
| 15.12.12 | Val Gardena            | Descenso         | Steven Nyman                  |
| 16.12.12 | Alta Badia             | Eslalon Gigante  | Ted Ligety                    |
| 18.12.12 | Madonna di Campiglio   | Eslalon          | Marcel Hirscher               |
| 29.12.12 | Bormio                 | Descenso         | Dominik Paris Hannes Reichelt |
| 01.01.13 | Munich                 | Eslalon Paralelo | Felix Neureuther              |
| 06.01.13 | Zagreb                 | Eslalon          | Marcel Hirscher               |
| 12.01.13 | Adelboden              | Eslalon Gigante  | Ted Ligety                    |
| 13.01.13 | Adelboden              | Eslalon          | Marcel Hirscher               |
| 18.01.13 | Wengen                 | Combinada        | Alexis Pinturault             |
| 19.01.13 | Wengen                 | Descenso         | Christof Innerhofer           |
| 20.01.13 | Wengen                 | Eslalon          | Felix Neureuther              |
| 25.01.13 | Kitzbühel              | Super Gigante    | Aksel Lund Svindal            |
| 26.01.13 | Kitzbühel              | Descenso         | Dominik Paris                 |
| 27.01.13 | Kitzbühel              | Eslalon          | Marcel Hirscher               |
| 27.01.13 | Kitzbühel              | Combinada        | Ivica Kostelić                |
| 29.01.13 | Moscú                  | Eslalon Paralelo | Marcel Hirscher               |
| 23.02.13 | Garmisch-Partenkirchen | Descenso         | Christof Innerhofer           |
| 24.02.13 | Garmisch-Partenkirchen | Eslalon Gigante  | Alexis Pinturault             |
| 02.03.13 | Kvitfjell              | Descenso         | Adrien Théaux                 |
| 03.03.13 | Kvitfjell              | Super Gigante    | Aksel Lund Svindal            |
| 09.03.13 | Kranjska Gora          | Eslalon Gigante  | Ted Ligety                    |
| 10.03.13 | Kranjska Gora          | Eslalon          | Ivica Kostelić                |
| 16.03.13 | Lenzerheide            | Eslalon Gigante  | Ted Ligety                    |
| 17.03.13 | Lenzerheide            | Eslalon          | Felix Neureuther              |

### Femenino
| Día      | Lugar                  | Prueba           | Ganadora                |
| 27.10.12 | Sölden                 | Eslalon Gigante  | Tina Maze               |
| 10.11.12 | Levi                   | Eslalon          | Maria Höfl-Riesch       |
| 24.11.12 | Aspen                  | Eslalon Gigante  | Tina Maze               |
| 25.11.12 | Aspen                  | Eslalon          | Kathrin Zettel          |
| 30.11.12 | Lake Louise            | Descenso         | Lindsey Vonn            |
| 01.12.12 | Lake Louise            | Descenso         | Lindsey Vonn            |
| 02.12.12 | Lake Louise            | Super Gigante    | Lindsey Vonn            |
| 07.12.12 | St. Moritz             | Combinada        | Tina Maze               |
| 08.12.12 | St. Moritz             | Super Gigante    | Lindsey Vonn            |
| 09.12.12 | St. Moritz             | Eslalon Gigante  | Tina Maze               |
| 14.12.12 | Val d'Isere            | Descenso         | Lara Gut                |
| 16.12.12 | Courchevel             | Eslalon Gigante  | Tina Maze               |
| 19.12.12 | Åre                    | Eslalon Gigante  | Viktoria Rebensburg     |
| 20.12.12 | Åre                    | Eslalon          | Mikaela Shiffrin        |
| 28.12.12 | Semmering              | Eslalon Gigante  | Anna Fenninger          |
| 29.12.12 | Semmering              | Eslalon          | Veronika Velez-Zuzulova |
| 01.01.13 | Munich                 | Eslalon Paralelo | Veronika Velez-Zuzulova |
| 04.01.13 | Zagreb                 | Eslalon          | Mikaela Shiffrin        |
| 12.01.13 | St. Anton              | Descenso         | Alice McKennis          |
| 13.01.13 | St. Anton              | Super Gigante    | Tina Maze               |
| 15.01.13 | Flachau                | Eslalon          | Mikaela Shiffrin        |
| 19.01.13 | Cortina d'Ampezzo      | Descenso         | Lindsey Vonn            |
| 20.01.13 | Cortina d'Ampezzo      | Super Gigante    | Viktoria Rebensburg     |
| 26.01.13 | Maribor                | Eslalon Gigante  | Lindsey Vonn            |
| 27.01.13 | Maribor                | Eslalon          | Tina Maze               |
| 29.01.13 | Moscú                  | Eslalon Paralelo | Lena Duerr              |
| 23.02.13 | Meribel                | Descenso         | Carolina Ruiz           |
| 24.02.13 | Meribel                | Combinada        | Tina Maze               |
| 01.03.13 | Garmisch-Partenkirchen | Super Gigante    | Tina Weirather          |
| 02.03.13 | Garmisch-Partenkirchen | Descenso         | Tina Maze               |
| 03.03.13 | Garmisch-Partenkirchen | Super Gigante    | Anna Fenninger          |
| 09.03.13 | Ofterschwang           | Eslalon Gigante  | Anna Fenninger          |
| 10.03.13 | Ofterschwang           | Eslalon          | Tina Maze               |
| 16.03.13 | Lenzerheide            | Eslalon          | Mikaela Shiffrin        |
| 17.03.13 | Lenzerheide            | Eslalon Gigante  | Tina Maze               |